# Бен Хокін
Бен Хокін (27 вересня 1986) — парагвайський плавець.
Учасник Олімпійських Ігор 2008, 2012, 2016 років.
Призер Панамериканських ігор 2011 року.
Призер Південнамериканських ігор 2010, 2018 років.
Чемпіон Південної Америки з плавання 2012, 2014, 2018 років, призер 2016 року.